# Aarón de Balmar
Aarón de Balmar, pseudònim d'Aarón de Balaguer i Marquina (Sant Cugat del Vallès, 22 de desembre de 2001), és un escriptor català que actualment estudia Filologia Catalana a la Universitat de Barcelona i viu a Cunit. Als 16 anys es va registrar a la plataforma literària Wattpad on, durant el 2020, obté els primers reconeixements com a poeta amb el seu llibre de poemes Sonets de tren. L'any 2021 guanya la Flor Natural als XXXIX Jocs Florals de Lliçà de Vall i al febrer de 2025 publica el seu primer llibre en físic, amb l'editorial d'Altafulla La Banya Edicions, intitulat Metzina legal. Al mes de maig del mateix any publica el seu segon llibre de poemes amb la mateixa editorial, que dugué per títol Un arc de colors vius nimba el seu cap.
Altrament, també té una faceta radiofònica ja que presenta des del gener de 2025 un programa a RTV El Vendrell sobre literatura anomenat El Cafè Litetari.